# Hamburg Cemetery

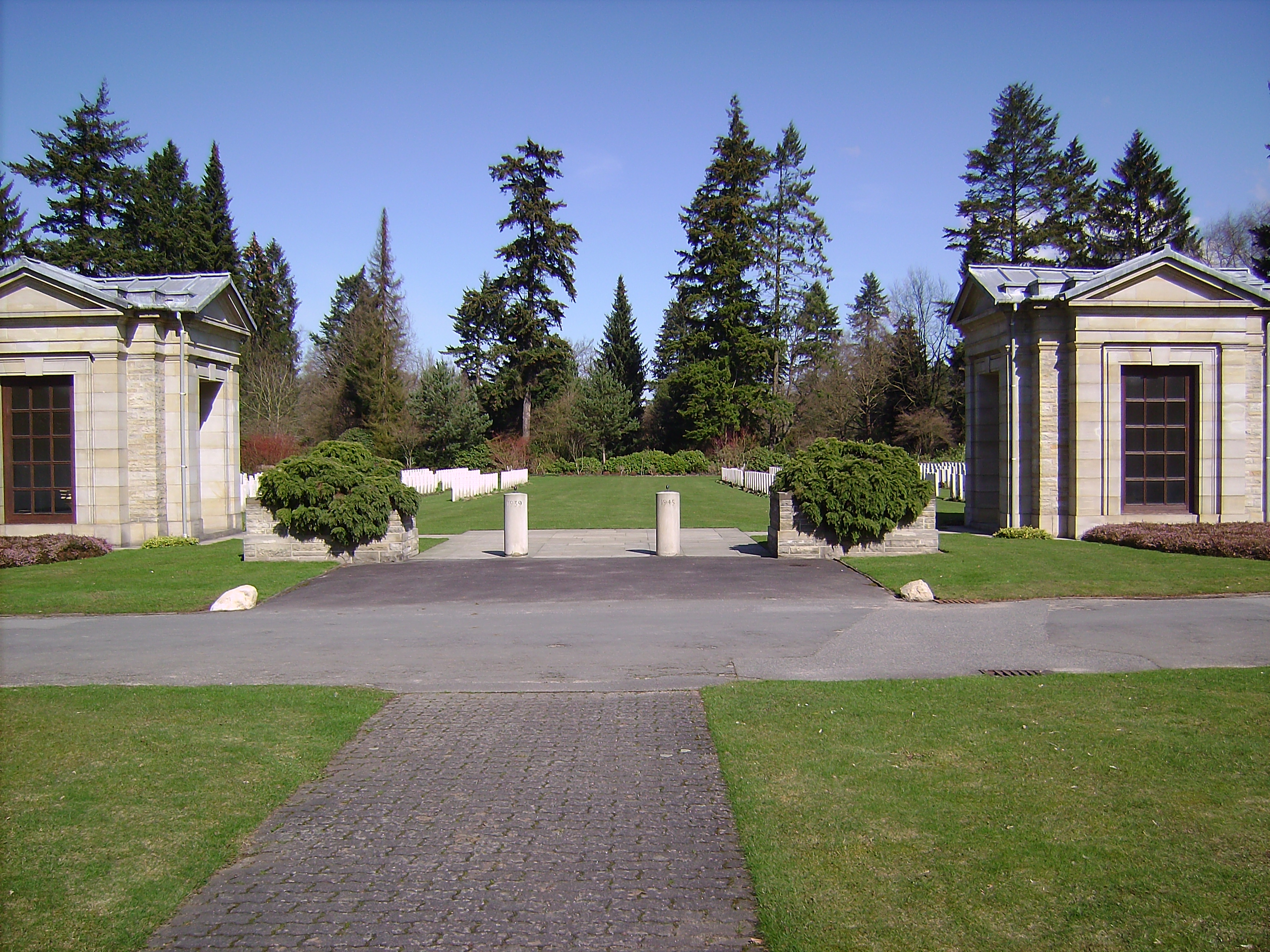
Hamburg Cemetery

Der Hamburg Cemetery ist eine Kriegsgräberstätte mit 676 Soldatengräbern des Ersten Weltkriegs und 1889 Soldatengräbern des Zweiten Weltkriegs, die  von der Commonwealth War Graves Commission (CWGC) errichtet wurde und betreut wird. Der Soldatenfriedhof ist ein besonders ausgewiesenes Begräbnisareal innerhalb des Hauptfriedhofs Ohlsdorf in Hamburg.

## Gräber des Ersten Weltkriegs
Während des Ersten Weltkriegs wurde ein Teil des Hauptfriedhofs Ohlsdorf als Grabstätte für über 300 in der Kriegsgefangenschaft verstorbene alliierte Soldaten genutzt. Im Jahre 1923 hatte die CWGC beschlossen, für alle Opfer und Gefallenen des Commonwealth vier zentrale Gedenkstätten bzw. Soldatenfriedhöfe zu erbauen; einer dieser Hauptfriedhöfe wurde in Hamburg auf dem Friedhof Ohlsdorf errichtet.
Später wurden von 120 vorläufigen Soldatenfriedhöfen aus Schleswig-Holstein, Mecklenburg, Oldenburg, Hannover und Braunschweig, Sachsen und Westfalen wurden die Gefallenen und Toten auf dem neuen Soldatenfriedhof beigesetzt. 
Insgesamt wurden 708 verstorbene oder gefallene Soldaten des Ersten Weltkriegs beigesetzt oder auf Ehrentafeln erwähnt. Hier wird besonders der verstorbenen Kriegsgefangenen aus Parchim durch Ehrentafeln gedacht, deren Grabstätten nicht aufgefunden werden konnten. Eine weitere Ehrung kommt den 25 – nicht identifizierten – Marineangehörigen zu, die 1916 mit einem U-Boot vor Helgoland gesunken waren. Der Volksbund Deutsche Kriegsgräberfürsorge nennt 676 beigesetzte Commonwealth-Soldaten aus dem Ersten Weltkrieg. Eine Namensliste der im Ersten Weltkrieg gestorbenen britischen Soldaten liegt vor.

## Gräber des Zweiten Weltkriegs

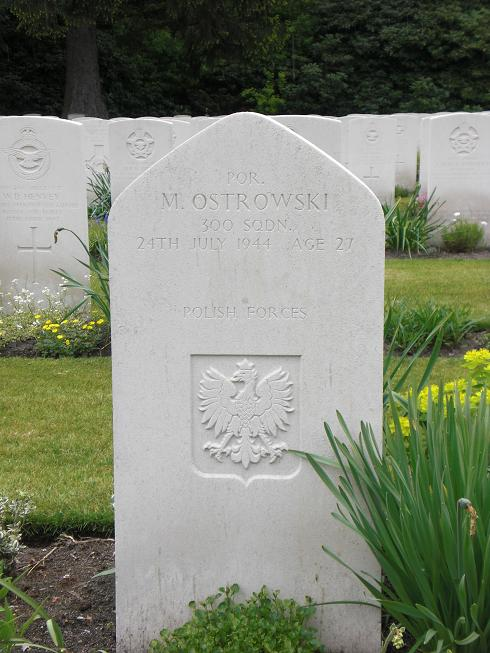
Grab eines polnischen Soldaten.

Nach dem Zweiten Weltkrieg wurden 1.466 Soldaten des Commonwealth beigesetzt. Sie gehörten zu den Flugzeugbesatzungen, deren Flugzeuge abgeschossen wurden, oder sie waren als Besatzungsstreitkräfte eingesetzt. Es folgten einige Jahre später noch weitere 378 Beisetzungen von Angehörigen des Commonwealth. 14 Gräber wurden für Soldaten anderer Nationalitäten errichtet. Der Volksbund Deutsche Kriegsgräberfürsorge nennt 1.889 beigesetzte Commonwealth-Soldaten aus dem Zweiten Weltkrieg. Eine Namensliste der im Zweiten Weltkrieg gestorbenen britischen Soldaten liegt vor.

## Gestaltung
Die Bebauung und Bepflanzung auf diesem Soldatenfriedhof folgt den Bestimmungen der CWGC, die auf allen Kriegsgräberstätten einheitlich sind. Der Blick in die Anlage erlaubt eine weite Sicht über die Grabreihen und wird im Hintergrund durch eine Ehrenhalle abgeschlossen. Die Anlage wurde durch Robert Lorimer gestaltet.
In der Sichtachse hebt sich das große Cross of Sacrifice deutlich hervor, ihm folgt der Altarstein (Stone of Remembrance) mit der Inschrift „Their Name Liveth For Evermore“. 
Die aus weißem Kalksandstein ebenerdig aufgestellten Grabsteine sind einheitlich mit dem Emblem der militärischen Einheit des Bestatteten, seinem Todestag, der Religionszugehörigkeit (soweit bekannt), dem Namen und Dienstgrad und ggfs. einem Erinnerungsvers von Angehörigen beschriftet.
Die Grünfläche ist durchgehend mit einem Rasen bepflanzt, die kleinen Grabsteinbeete sind überwiegend mit halbhohen Rosenstauden geschmückt. Nur vereinzelte Bäume lockern die symmetrisch angelegten Grabsteinreihen und Gebäudeteile auf.
In einem der „Wachhäuschen“  befindet sich ein Besucherbuch.

## Filme
- hamburg friedhof ohlsdorf commonwealth war graves auf youtube.